# Analiză complexă
Analiza complexă, cunoscută și ca teoria funcțiilor de variabilă complexă, este o ramură a analizei matematice care studiază funcțiile pe mulțimea numerelor complexe. Este utilă în multe ramuri ale matematicii și fizicii.
Analiza complexă se ocupă în special cu funcțiile analitice de variabilă complexă. Deoarece părțile reale și imaginare ale funcției analitice trebuie să satisfacă ecuația Laplace, analiza complexă este aplicată pe larg în probleme bidimensionale din fizică.

## Istoric

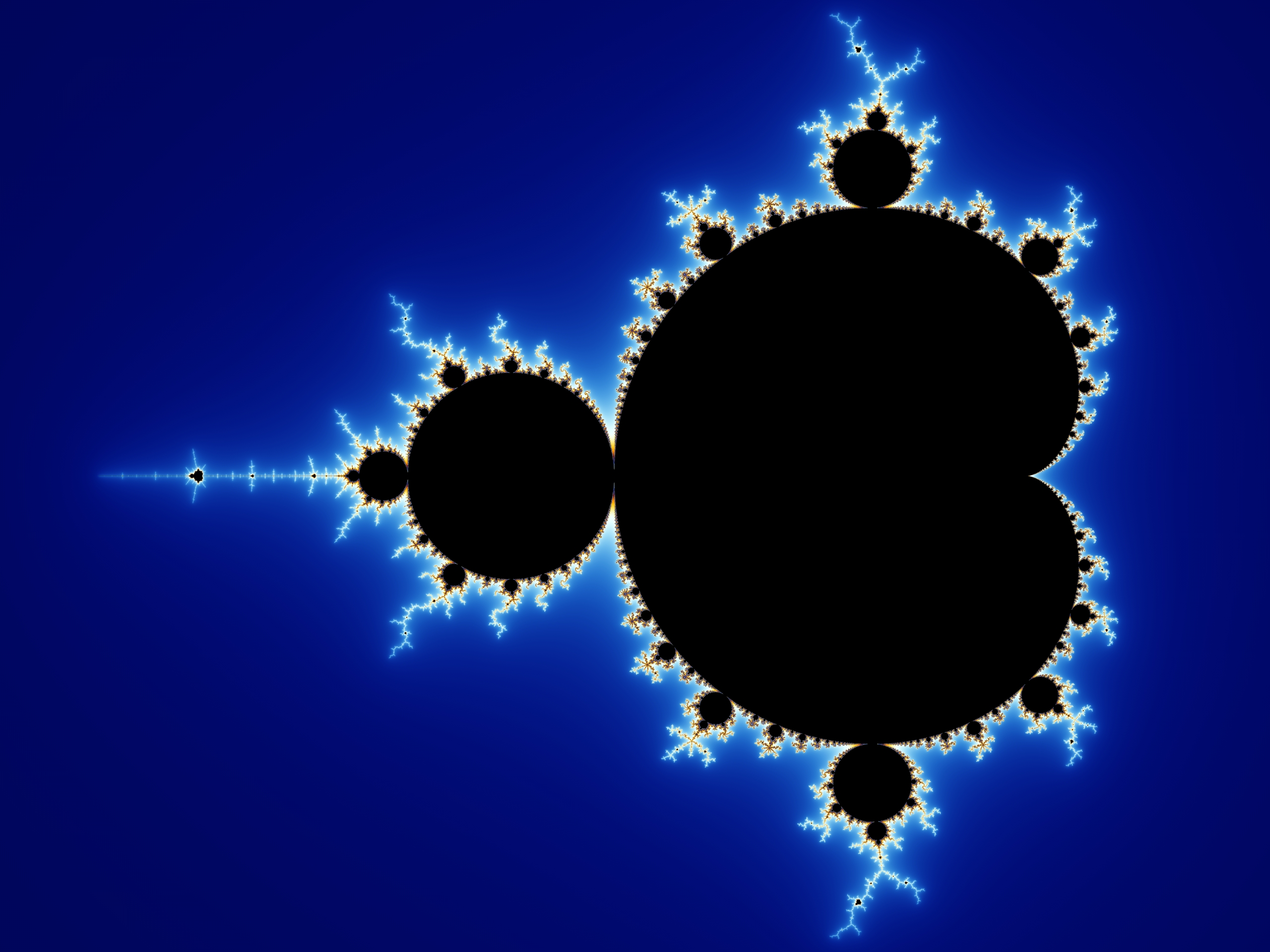
O mulţime Mandelbrot: un fractal.

Analiza complexă este una din ramurile clasice ale matematicii ce are rădăcini în secolul al XIX-lea și chiar mai devreme. Nume importante ce au dezvoltat această disciplină sunt Euler, Gauss, Riemann, Cauchy, Weierstrass și mulți alții în secolul XX. Tradițional, analiza complexă, iar în particular teoria aplicațiilor conforme, are numeroase aplicații în fizică. În timpurile moderne a devenit foarte populară datorită unei dezvoltări a dinamicii complexe și a imaginilor cu fractali produse de iterațiile unor funcții olomorfe. O alta aplicație importantă a analizei complexe este teoria coardelor.

## Funcțiile complexe
O funcție complexă este o funcție în care variabila independentă și variabila dependentă sunt ambele numere complexe. Altfel, o funcție complexă este o funcție a cărui domeniu de definiție și domeniu de valori este o submulțime a planului complex.
Pentru orice funcție complexă, și variabila independentă, și variabila dependentă pot fi separate în părțile reale și imaginare:
{\displaystyle z=x+iy\,} și
{\displaystyle w=f(z)=u(x,y)+iv(x,y)\,}
unde {\displaystyle x,y\in \mathbb {R} \,} și {\displaystyle u(x,y),v(x,y)\,} funcții de variabile reale.
Cu alte cuvinte, componentele funcției f(z),
{\displaystyle u=u(x,y)\,} și
{\displaystyle v=v(x,y),\,}
pot fi interpretate ca funcții ce depind de două variabile reale x și y.
Conceptul de bază al analizei complexe este, cel mai des, introdus prin extinderea noțiunii de funcții reale ( de exemplu a funcțiilor exponențiale, logaritmice, trigonometrice) în domeniul complex.

## Funcții olomorfe
Funcțiile olomorfe sunt funcțiile complexe definite pe o submulțime deschisă din planul complex și sunt diferențiabile pe această mulțime. Diferențiabilitatea complexă are consecințe mai însemnate decât diferențiabilitatea obișnuită (în domeniu real). De exemplu, funcțiile olomorfe sunt infinit diferențiabile, ceea ce nu are loc pentru funcțiile diferențiabile reale. Majoritatea funcțiilor elementare, incluzînd funcția exponențială, funcțiile trigonometrice și toate funcțiile polinomiale, sunt olomorfe.

## Rezultate importante
Un instrument central în analiza complexă este integrala. Integrala de-a lungul unei linii închise de la o funcție ce este olomorfă pe tot domeniul mărginit de această linie închisă, este întotdeauna zero; aceasta ne este dată de teorema integrală Cauchy. Valorile unei funcții olomorfe interioare unui disc pot fi calculate cu ajutorul unei integrale de-a lungul frontierei discului : Formula integrală Cauchy. 